# Chouette fauve
Strix fulvescens
Espèce
Synonymes
- Syrnium fulvescens
(protonyme)

Statut de conservation UICN

 LC  : Préoccupation mineure
Statut CITES
La Chouette fauve (Strix fulvescens) est une espèce d'oiseaux de la famille des Strigidae.

## Répartition
Cet oiseau peuple l'État de Chiapas, le Guatemala et le Honduras.